# Ehrenhain

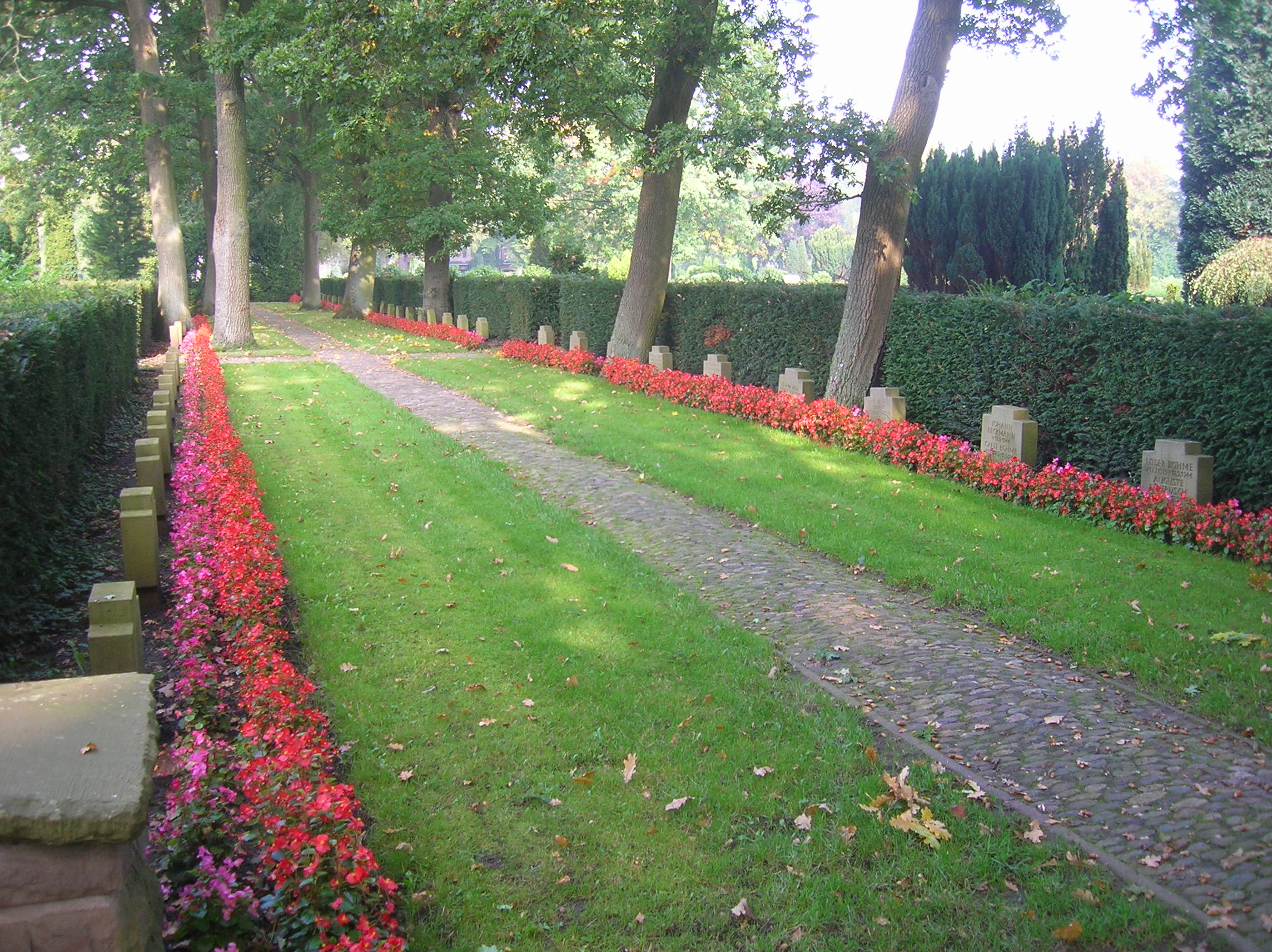
Ehrenhain en Geestemünde

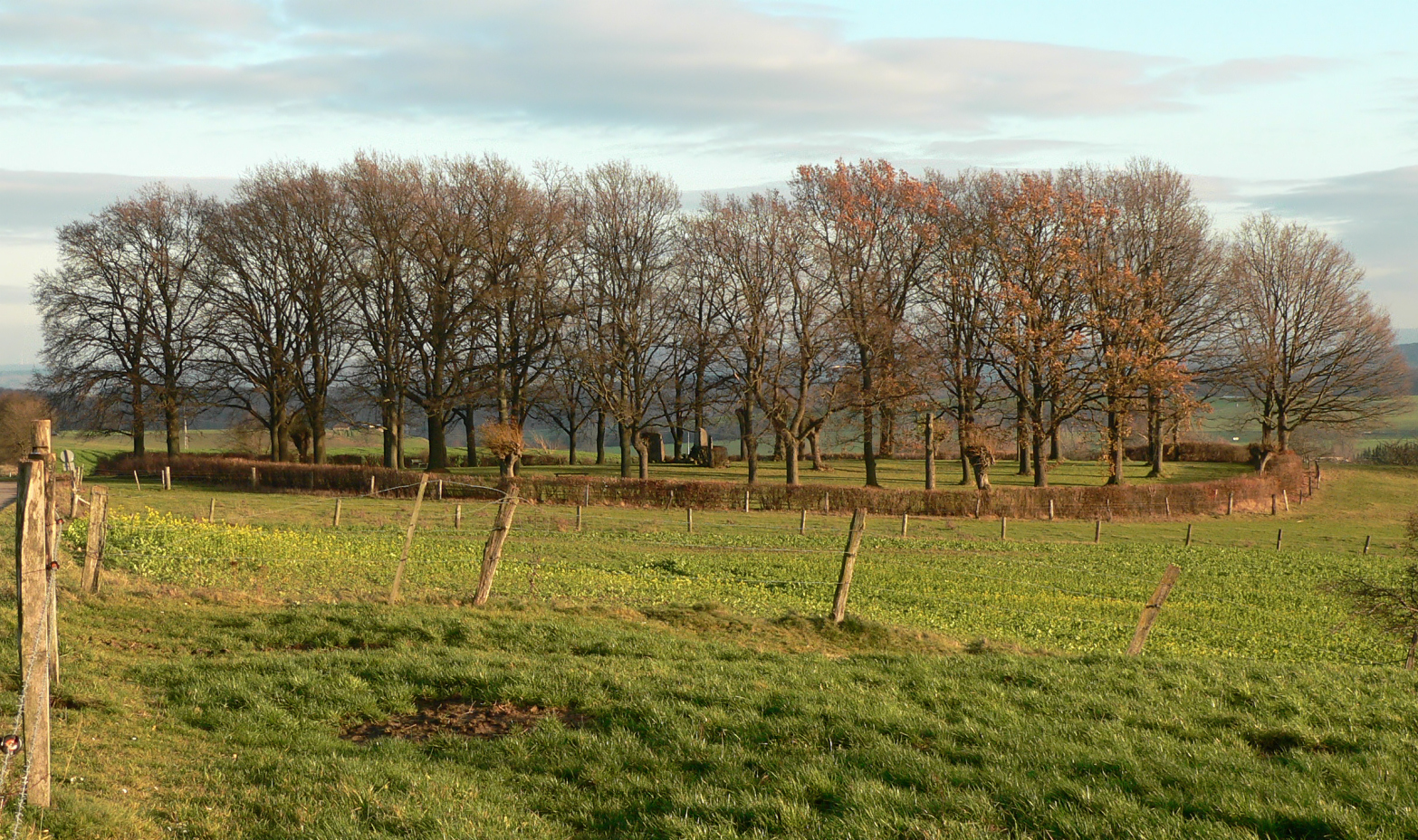
Ehrenhain en Jühnde por los caídos de la Primera y la Segunda Guerra Mundial

Un Ehrenhain (plural: Ehrenhaine; lit. en español, "Arboleda de honor") es un monumento conmemorativo y de homenaje, especialmente asociado con los soldados fallecidos en las guerras de Alemania, con la forma de una arboleda tradicional. El nombre también se usa para monumentos conmemorativos sin árboles u forma de arboleda, pudiendo tener en su defecto arreglos florales y/o vegetales de algún tipo.

## Significado
Los Ehrenhaine existen o existieron en muchos países como parte de su cultura sepulcral local, en particular para conmemorar a los fallecidos en la guerra. Un gran número de Ehrenhaine fueron creados en el Imperio Alemán para el recuerdo heroico de los finados en sus guerras. A finales de 1914, el arquitecto de jardines Willy Lange desarrolló la idea de las "arboledas de los héroes alemanes". Así, por cada soldado caído en una comunidad, según su concepción, se debería plantar un roble. Su concepto se aplicaría en toda Alemania durante los años siguientes.
En la RDA existieron arboledas honorarias en casi todas las capitales de distrito, en memoria de los pioneros del socialismo, de las víctimas del nacionalsocialismo y de los soldados caídos del ejército soviético.
Durante el despliegue de la Bundeswehr en Afganistán, que acabó con más de 50 soldados muertos y más de 300 heridos, se construyeron Ehrenhaine en campamentos (como el del campamento de Kunduz) y en algunos puestos de avanzada, los cuales, posteriormente serían trasladadas a Alemania para crear, como fusión de los mismos, el "Bosque del Recuerdo" de Potsdam.